# Kees Vuik

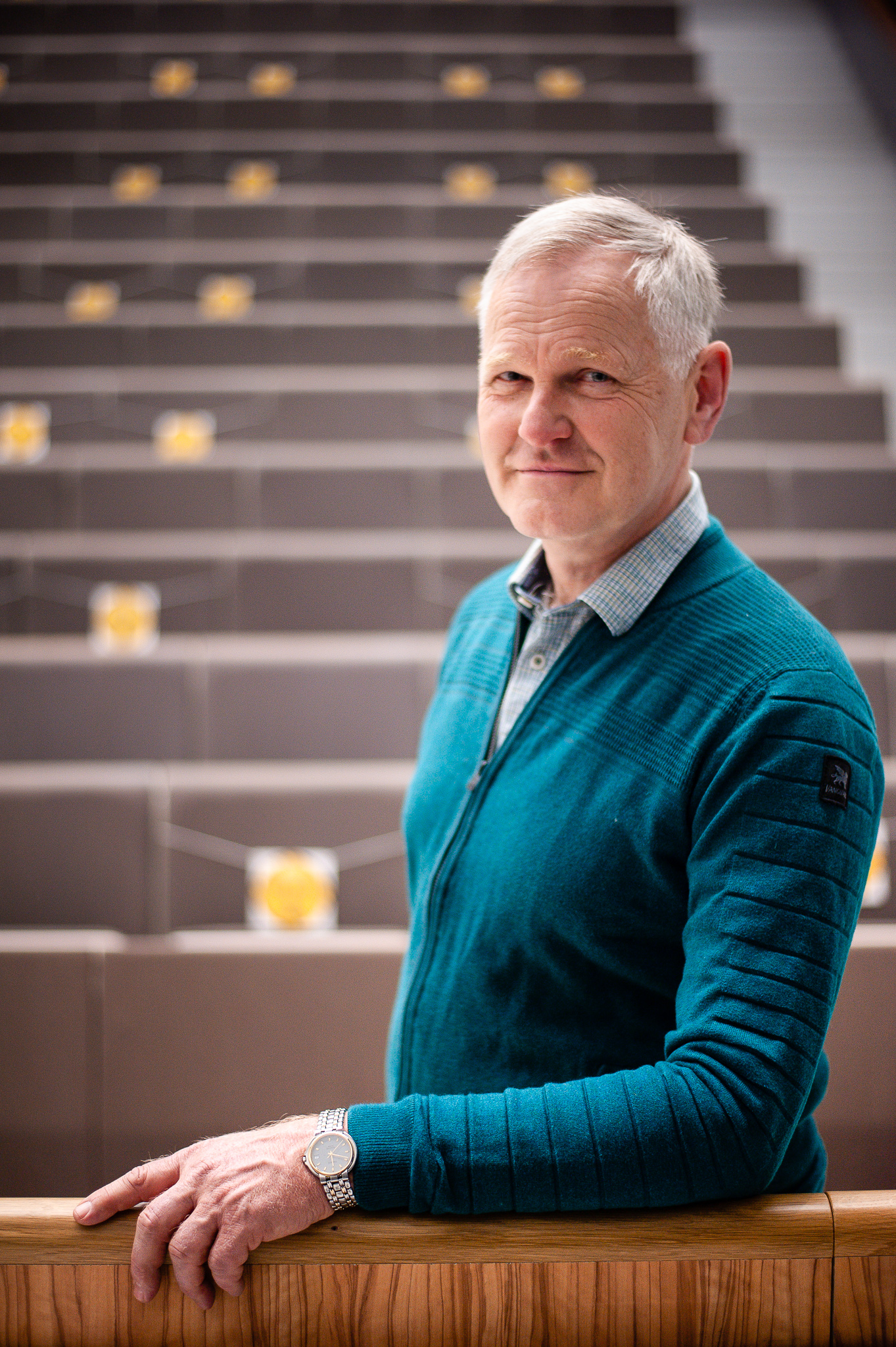
Kees Vuik

Cornelis (Kees) Vuik (Capelle aan den IJssel, 25 januari 1959) is een Nederlands wiskundige en hoogleraar. In 1982 behaalde hij zijn masterdiploma Technische Wiskunde aan de Technische Universiteit Delft. Vervolgens werkte hij een half jaar bij Philips Natuurkundig Laboratorium, waarna hij een promotieonderzoek begon aan de Universiteit Utrecht, wat hij voltooide in 1988. Zijn onderzoek was gericht op bewegenderandproblemen (Stefanproblemen) en werd begeleid door prof.dr. E.M.J. Bertin en prof.dr. A. van der Sluis. Vuik werkte vervolgens aan de TU Delft, achtereenvolgens als universitair docent, universitair hoofddocent, en sinds 2007 als hoogleraar Numerical Analysis van de faculteit Elektrotechniek, Wiskunde en Informatica. Sinds 2022 is hij afdelingsvoorzitter van de afdeling Delft Institute of Applied Mathematics (DIAM).

## Onderzoek
De primaire onderzoekinteresses van Vuik liggen bij numerieke lineaire algebra. Hij werkt ook aan het simuleren van energienetwerken en high-performance computing. Enkele tientallen promovendi werden door Vuik begeleid. Zijn onderzoek heeft tot vele publicaties in internationale tijdschriften geleid. Hij stond aan de wieg van het TU Delft Institute for Computational Science and Engineering (DCSE), waar hij sinds 2007 directeur van is. Het instituut verbindt TU Delft onderzoekers vanuit diverse disciplines die gebruikmaken van numerieke modellen. Dankzij zijn inspanningen werd een High Performance Computing faciliteit binnen de TU Delft gecreëerd. Van 2020 tot 2023 was hij hier als wetenschappelijk directeur aan verbonden. Van 2012 tot 2019 is Vuik ook wetenschappelijk directeur geweest van het 4TU.Applied Mathematics Institute (4TU.AMI) van de TU Delft, TU Eindhoven, de Universiteit Twente en de Wageningen University & Research. Onder zijn leiding is het instituut uitgegroeid tot een belangrijke partij binnen wiskundig Nederland, met connecties naar soortgelijke instituten zoals Matheon te Berlijn. 4TU.AMI heeft ook bijgedragen aan de vernieuwing van wiskundeonderwijs. In 2013 nam Vuik als vertegenwoordiger van (destijds) de 3TU federatie deel aan een Vlaams-Nederlandse economische missie naar Texas.

## Onderwijs
Op het gebied van academisch wiskundig onderwijs zet Vuik zich in voor het ontwikkelen van vakken, curricula en innovaties. Hij stond aan de wieg van de minor Computational Science en Engineering. Daarnaast coördineert hij het internationale samenwerkingsprogramma Computer Simulation for Science and Engineering (COSSE), dat in samenwerking met de TU Berlijn en het KTH Royal Institute of Technology Zweden is opgezet. Ook was Vuik nauw betrokken bij de Massive Open Online Course (MOOC) Mathematical Modelling Basics. Aan deze online cursus waarin Vuik ook doceert hebben al tienduizenden studenten deelgenomen. Vuik is faculty advisor van het SIAM Student Chapter Delft van de Society for Industrial and Applied Mathematics (SIAM). Hij is verder betrokken bij de ontwikkeling en toepassing van het Multi-Media Math Education (MUMIE), een open-source e-learning platform in de wiskunde.

## Prijzen
Vuik heeft gedurende zijn loopbaan verschillende prijzen gewonnen, waaronder: 
- 2022: Leermeesterprijs van het Universiteitsfonds van de TU Delft;
- 2021: Officier in de Orde van Oranje-Nassau;
- 2017: Bronzen legpenning van de TU Delft.

## Nevenfuncties
Enkele nevenfuncties van Vuik zijn: 
- Jurylid van de ASML afstudeerprijs voor wiskunde bij de Koninklijke Hollandsche Maatschappij der Wetenschappen (KHMW); 
- Deelnemer aan de wiskunderaad van het Platform Wiskunde Nederland (PWN);
- President-directeur van het Bataafsch Genootschap der Proefondervindelijke Wijsbegeerte;
- Penningmeester bij EU-Maths-IN;
- Voorzitter van het lokale organiserend comité van ICIAM 2027;
- Lid van het organiserend comité van de SIAM Conference on Computational Science and Engineering in 2021 en 2023.

## Persoonlijk
Vuik is gehuwd en heeft samen met zijn vrouw zeven kinderen. Hij is lid van de Gereformeerde Gemeente.